# Otto Meyer (Kunsthändler)

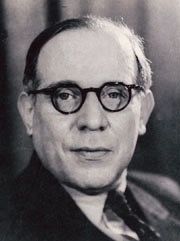
Otto Meyer (1893–1964). Fotografie um 1930

Otto Meyer (* 9. Oktober 1893 in Osnabrück; † 11. Juli 1964 in Amsterdam) war ein deutscher Kunsthändler und Galerist in Berlin und Osnabrück, emigrierte 1935 nach Amsterdam und war ab 1955 Direktor des Jüdischen Historischen Museums in Amsterdam. Während der deutschen Besatzungszeit der Niederlande von 1940 bis 1945 war er im niederländischen Widerstand um Gerrit van der Veen und Willem Sandberg tätig.

## Leben

### Familie
Otto Meyer wurde 1893 als Sohn des Antiquitätenhändlers Adolf Meyer (* 18. Oktober 1853 in Rabber, Bad Essen; † 23. August 1928 in Berlin) und seiner Ehefrau Henriette, genannt Jettchen, geb. Hecht (* 4. September 1861 in Datteln; † 6. September 1944 in Auschwitz) in Osnabrück geboren. Er wuchs in Osnabrück mit sechs Geschwistern auf. 
Als der Vater 1928 starb, übernahm Otto Meyer, zusammen mit seiner Mutter, den Antiquitätenhandel in Osnabrück und in Berlin. Nach einer kurzen Ehe mit Opernsängerin Paula Maria Fänger 1934 und der noch im selben Jahr erfolgten Scheidung verließ Otto Meyer im Frühjahr 1935 Deutschland und emigrierte nach Amsterdam.
Otto Meyer blieb auch nach der Befreiung 1945 in den Niederlanden. 1952 erhielt er die niederländische Staatsbürgerschaft. Im Mai 1953 heirateten Otto Meyer und die Niederländerin Clasina Catharina Postma. Das Paar hatte einen Sohn.

### Otto Meyer und die Kunst
Otto Meyer präsentierte in Osnabrück ab 1929 im erweiterten Antiquitätenhandel seines Vaters zeitgenössische Kunst. Er wurde für die junge Künstlergeneration Osnabrücks in den 1920er und 1930er Jahren zu einem wichtigen Förderer ihrer Kunst.
Im Frühjahr 1935 emigrierte Otto Meyer nach Amsterdam. Neben den antisemitischen und rassistischen Hetzkampagnen gegen Juden wurde ihm durch die Einrichtung der „Reichskulturkammer“, in der Kunst- wie Antiquitätenhändler einzutreten hatten, Juden jedoch eine Aufnahme verweigert wurde, die existentielle Grundlage entzogen. In Amsterdam konnte Otto Meyer nach Anfangsschwierigkeiten erneut einen Antiquitätenhandel betreiben. Außerdem engagierte er sich in der Amsterdamer Flüchtlingshilfe und half Menschen, Nazi-Deutschland zu verlassen.

### Otto Meyer und der Widerstand
Während der deutschen Besatzungszeit der Niederlande war Otto Meyer in einer Widerstandsbewegung involviert, in der sich Künstlerinnen und Künstler zusammengeschlossen hatten, darunter auch Willem Arondeus, der die Schrift De Vreije Kunstenaar herausgab. Nach einem Anschlag dieser Widerstandsgruppe auf das Amsterdamer Einwohnermeldeamt musste sich Otto Meyer auf dem Land verstecken. Die mitgekommene Mutter „Jettchen“ und seine Schwester Adele wurden bei einer Razzia gefasst, nach Auschwitz deportiert und dort ermordet. Otto Meyer überlebte.

### Otto Meyer, der Museumsfachmann
Schon vor der deutschen Besatzungszeit in den Niederlanden war Otto Meyer für das Stedelijk Museum Amsterdam tätig gewesen. Seine Freundschaft mit Willem Sandberg, der bereits 1938 im Stedelijk Museum Kurator geworden war und 1945 Direktor des Museums wurde, mag über diese Tätigkeit entstanden sein. 1952 wurde Otto Meyer offiziell als Kurator im Haus eingestellt. Er übernahm u. a. die Leitung des Museums Willet-Holthuysen, damals eine Abteilung des Stedelijk Museums. Nach der Pensionierung Sandbergs übernahm Otto Meyer 1963 die kommissarische Leitung des Hauses.  
Doch sein Fachwissen wurde auch im 1955 wieder eröffneten Jüdischen Museum in der Waag besonders wert geschätzt, dessen Gründungsdirektor Otto Meyer wurde.
Otto Meyer starb am 11. Juli 1964 in Amsterdam nach schwerer Krankheit.